# Thiocarbonyldiimidazole
Le 1,1'-thiocarbonyldiimidazole (TCDI) est un composé organosulfuré de la famille des thiocarbamides (thiourées) , contenant deux cycles d'imidazole. C'est l'analogue sulfuré du carbonyldiimidazole (CDI), un réactif pour couplage peptidique.

## Synthèse
Le TCDI est disponible dans le commerce mais peut être préparé par réaction entre le thiophosgène et deux équivalents d'imidazole.

## Réactions
Les groupes imidazole du TCDI peut être facilement déplacés, ce qui lui permet d'agir comme une alternative plus sûre au thiophosgène. Ce comportement a notamment été utilisé dans la synthèse de Corey-Winter. Il peut également remplacer les espèces carbonothioyle (RC(S)Cl) dans la désoxygénation de Barton-McCombie (en).
Parmi ses autres usages, on peut citer la synthèse de thioamides et de thiocarbamates. Comme son analogue le CDI, il peut être utilisé pour des couplages peptidiques.